# Britischer Bergarbeiterstreik 1984/1985

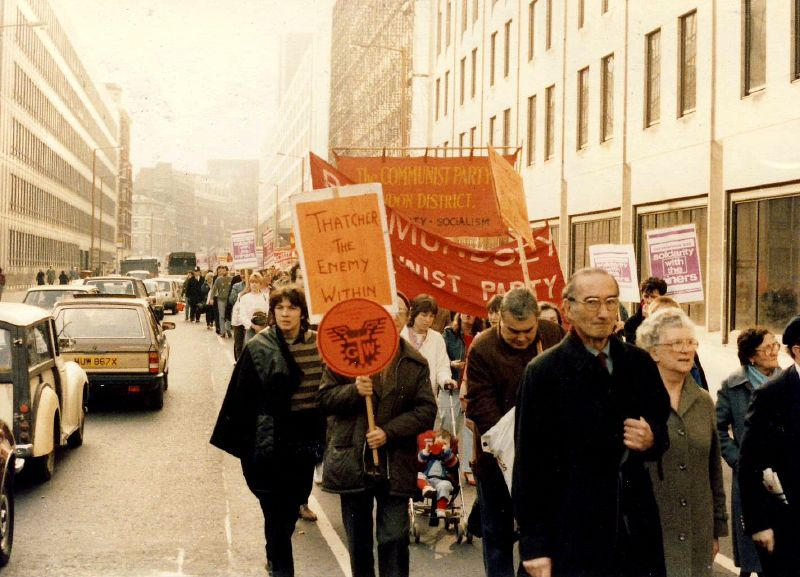
Demonstrationszug in London während des Bergarbeiterstreiks (1984)

Der einjährige britische Bergarbeiterstreik der Jahre 1984/1985 (Miners’ Strike, auch Coal Strike, 4./9. März 1984 bis 5. März 1985) war ein bedeutender Arbeitskampf, der die Macht der englischen Gewerkschaften langfristig verringerte.
Er gilt als schwerwiegende Niederlage der britischen Bergarbeiter und wirkte bis weit über das eigentliche Ende des Arbeitskampfes hinaus: Zum einen wurde der wirtschaftliche Kurs der britischen Regierung unter Margaret Thatcher bestätigt, zum zweiten das Selbstbewusstsein der Arbeiterbewegung nachhaltig beschädigt.
Der Streik stellt den Höhepunkt des Konflikts zwischen der von der „Eisernen Lady“ geführten konservativen Regierung und der Bergbaugewerkschaft National Union of Mineworkers unter Führung von Arthur Scargill dar. In Erinnerung blieb der Streik nicht nur wegen seiner ungewöhnlichen Länge, sondern auch wegen des energischen Widerstands der Bergleute gegen die drohenden Schließungen bzw. Privatisierungen der Zechen.

## Die Vorgeschichte

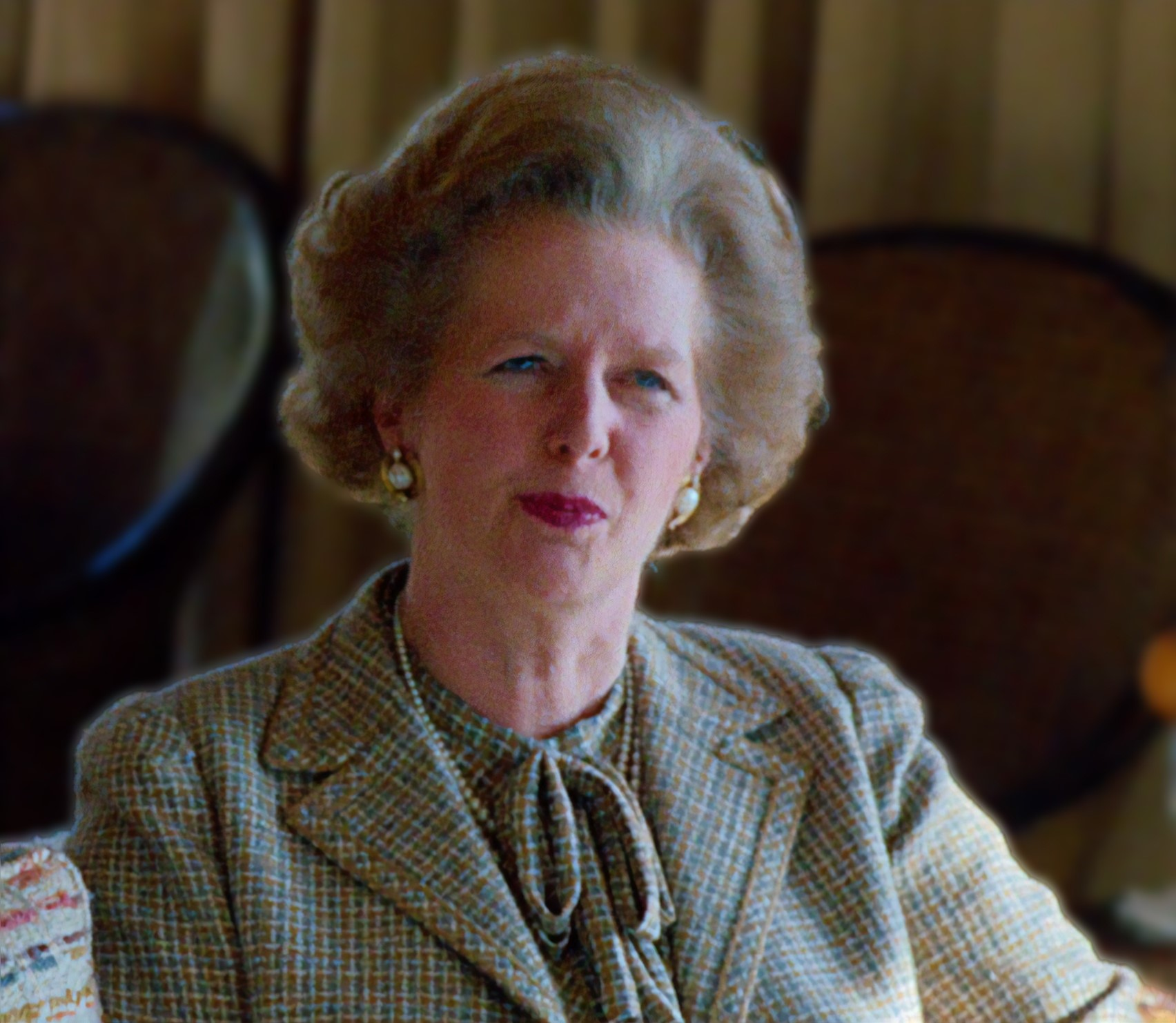
Die Politik der Regierung Margaret Thatchers war Auslöser des Bergarbeiterstreiks

Nach dem Erfolg im Falklandkrieg erreichte Premierministerin Margaret Thatcher 1983 einen deutlichen Wahlsieg. Sie hatte bereits vor ihrem Amtsantritt 1979 erkennen lassen, welches Unbehagen ihr die im Vereinigten Königreich traditionell starke Gewerkschaftsmacht bereitete. Es kann angenommen werden, dass auch treibende Kräfte im Umfeld von Thatcher – etwa Keith Joseph – nach den Erfahrungen des Untergangs der Regierung Edward Heaths 1974 den Einfluss der Gewerkschaften auch gegen starke Widerstände auf ein berechenbares Niveau begrenzen wollten.
Eine von Nicholas Ridley geleitete Arbeitsgruppe der Conservative Party war bereits 1978 zur Einsicht gelangt, dass für den Fall einer Regierungsübernahme mit Arbeitskämpfen in den Bereichen Kohle- und Elektrizitätswirtschaft und bei den Hafenarbeitern zu rechnen wäre. Der nach dem Vorsitzenden benannte und am 27. Mai 1978 im Economist veröffentlichte Bericht der Arbeitsgruppe empfahl, geeignete Gegenmaßnahmen ins Auge zu fassen: neben der Anlage von Kohlevorräten in Depots und verstärkten Importen für Krisensituationen müsse der Transport möglichst gewerkschaftsfern sein. Zudem sei die duale Befeuerungsmethode mit Öl landesweit einzuführen, um die einseitige Abhängigkeit von der Kohle zu mindern. Als besonderer Affront musste zudem aufgefasst werden, dass der Bericht auch die Schaffung einer mobilen Polizeitruppe für Arbeitskämpfe einforderte. Mit der Etablierung des National Reporting Centres sollte dieses Vorhaben nach dem Amtsantritt Thatchers zumindest in Ansätzen seine Umsetzung finden.
Thatcher betrachtete die Gewerkschaften abschätzig und bezeichnete sie im August 1984, also während des Streiks, als enemy within, „den Feind im Inneren“. Zur Attitüde der Konservativen in den späten 1970er und frühen 1980er Jahren gehörte es wie eine Selbstverständlichkeit, die Gewerkschaften als antidemokratisch und korporatistisch zu bezeichnen. In ihrer Autobiographie sprach Thatcher selbst in Bezug auf die Streikenden – im Wissen, dass der Streik ein sanktioniertes Recht der Gewerkschaften ist – fast durchgängig von „den Militanten“.
Energieminister Nigel Lawson hatte Thatcher nach seinem Amtsantritt 1981 in diesem Geiste ausdrücklich empfohlen, für eventuelle Streiks Kohlevorräte anzulegen und sich perspektivisch noch mehr auf neue Energiequellen zu verlegen. Das Vereinigte Königreich hatte inzwischen Anstrengungen unternommen, mit Öl aus der Nordsee und Atomkraftwerken die Kohleförderung zu ergänzen.
Als Speerspitze des Gewerkschaftsbundes Trades Union Congress (TUC) wurde gemeinhin die National Union of Mineworkers (NUM) wahrgenommen, die 1974 mit einem ausgedehnten Streik zum Rücktritt und der folgenden Wahlniederlage des konservativen Premiers Edward Heath beigetragen hatte. Die NUM vertrat dieses Image durchaus selbstbewusst nach außen. Unmittelbar vor dem Streik verkündete Jack Taylor, Präsident der NUM, in Yorkshire: „Man behandelt uns nach der Methode friß oder stirb. Es ist Zeit, dass wir aufstehen und zeigen, wie groß wir sind.“ Der Konflikt zwischen der Regierung Thatcher und der NUM hatte also nicht zu unterschätzenden Symbolcharakter.
Vordergründig lasen sich die Wirtschaftsdaten für die Jahre 1983 bis 1986 recht günstig: das Bruttosozialprodukt wuchs in diesem Zeitraum um acht, die Industrieproduktion um sieben und die Produktivität um 13 Prozent. Zeitgleich erhöhte sich die Exportquote gar um 21 %.
Allerdings pegelte sich die Arbeitslosigkeit bei durchschnittlich 3,1 Millionen Erwerbslosen ein, die Zahl der im produzierenden Gewerbe Beschäftigten sank zwischen 1979 und 1990 von sieben auf fünf Millionen Beschäftigte.
Von der vorangehenden Rezession zwischen 1979 und 1982 waren ganz besonders die „Gewerkschaftshochburgen“ beim Bergbau, im Baugewerbe, bei der Eisenbahn und den Hafenarbeitern betroffen. Die Zahl der Beschäftigten mit Gewerkschaftsbindung sank vom Rekordwert von 1979 (57 % bei 13,5 Mio. Mitgliedern) ausgehend auf 43 % im Jahre 1986, auf nur noch 35 % 1992.
Die Employment Acts der Regierung Thatcher (1980, 1982, 1984, 1989, 1990) und der Trade Union Act 1984 verstärkten perspektivisch diese Krise der Gewerkschaften. Nach den Bestimmungen von 1980, 1982 und 1984 waren Gewerkschaftsfunktionäre alle fünf Jahre zu wählen (Arthur Scargill zum Beispiel war dem widersprechend gewählter NUM-Vorsitzender bis 2004), bei geplanten Streiks wurde eine geheime Urabstimmung der Beteiligten notwendig. Für die Abstimmungen konnte sogar staatliche Finanzierung in Anspruch genommen werden.
Bei Zuwiderhandlungen gegen die Gesetze konnten Streiks zu einer kriminellen Handlung erklärt werden, was zur Folge haben konnte, dass Gewerkschaftskassen konfisziert wurden. Die Möglichkeit, Gewerkschaften mit dem zweiten Employment Act für kriminelle Handlungen haftbar zu machen, war erst dadurch ermöglicht worden, dass diese 1980 gezwungen worden waren, sich als haftbare Interessenvertretung registrieren zu lassen.
Das für die britischen Gewerkschaften so effektive Solidarmittel des Sympathiestreiks (Secondary Picketing einschließlich der Aussendung so genannter Flying Pickets) wurde verboten. Die Zahl der regulären Streikposten in einem bestreikten Betrieb wurde auf sechs beschränkt, die heftig kritisierte Gewerkschaftszwangsmitgliedschaft in den Closed-Shop-Betrieben aufgehoben, der Kündigungsschutz gelockert. Obwohl nicht alle Bestimmungen dieser Gesetzgebung im Streik zu Anwendung kommen sollten, muss doch betont werden, welch gravierenden Eingriff in das spontane Streikwesen die arbeitsrechtlichen Neuregelungen der Regierung Thatcher bedeuteten.
Der Gesamtheit der Regierungsmaßnahmen standen die Gewerkschaften mehr oder minder fantasielos und untätig gegenüber: im Bewusstsein, sich im Winter of Discontent den Unmut weiter Bevölkerungsteile zugezogen zu haben, verharrte man in der Hoffnung auf Besserung und einen politischen Wechsel: den Mitgliedern wurde empfohlen, keine Aktien bereits privatisierter Betriebe zu zeichnen, in Labour setzte man im Falle eines Wahlsieges 1983 die Erwartung sofortiger Renationalisierungen.
Von einer Streikwelle gegen die Umstrukturierungen bei British Steel 1981 abgesehen, blieben spektakuläre Arbeitskämpfe aus.

## Die Sonderrolle des britischen Bergbaus
Der britische Bergbau – wegen der Verfügbarkeit billiger Kohle lange Zeit strukturprägender Industriebereich – war schon vor Ausbruch des Streiks krisengeschüttelt und im Niedergang befindlich: seit 1914 war die Zahl der Beschäftigten trotz der Verstaatlichung 1946 von einer Million auf knapp 200.000 Kumpel gesunken, allenfalls die Gruben in den Midlands und Nottinghamshire konnten noch als wirklich profitabel gelten. Gleichwohl hatten die Bergarbeiter durch ihre hohe Gewerkschaftsbindung auch während der ersten Hälfte der Ära Thatcher den Status vergleichsweise gut bezahlter Facharbeiter inne und rangierten 1984 auf Platz neun der britischen Lohnskala. Eine gewisse Gruppendynamik wurde zudem dadurch geprägt, dass die Bergleute und ihre Familien häufig in Reihenhaussiedlungen lebten und damit Arbeit und Freizeit lebensweltlich teilten. Im Bergarbeiterstreik ging es nicht zuletzt darum, für die Bewahrung dieser traditionell geprägten Milieus der Bergleute zu kämpfen.
Kohle war als Wirtschaftsfaktor – auch durch die Gegenmaßnahmen der Regierung Thatcher – allerdings längst nicht mehr so bedeutsam wie noch 1974, als Scargill und die NUM zum Sturz Edward Heath’ beigetragen hatten. Auch 1974 gab es einen Bergarbeiterstreik; und dies in einer Zeit, als wegen der Ölkrise (ab Herbst 1973) Energiemangel in England herrschte. Die Förderung von Erdöl in der Nordsee und der Ausbau der Atomindustrie, deren Anteil an der Stromversorgung während des Streiks auf 14 % anstieg, waren inzwischen beträchtliche und wachsende Alternativen, zumal der Bergbau wegen der teilweise völlig veralteten Technik in den Bergwerken beständiger Kritik ausgesetzt war und sich der Vorwurf der Unwirtschaftlichkeit trotz vergleichsweise niedriger Förderungskosten (einschließlich der Subventionen) häufte.
Doch blieben weiterhin 80 Prozent der Elektrizität des Landes von Kohle abhängig: dieser Umstand und die damit verbundene Rolle der NUM darf keineswegs unterschätzt werden. Mit der Privatisierung der Elektrizitätsversorgung entfiel allerdings deren bis dahin existente Abnahmeverpflichtung für Kohle.
Im europäischen Vergleich war die britische Kohleförderung relativ günstig. Auch die Subventionen hielten sich in Grenzen: pro geförderter Tonne wurden 3,24 Pfund Sterling Zuschuss gezahlt, in Deutschland hingegen 9,48, in Belgien und Frankreich mit 16,97 bzw. 17,63 Pfund sogar ungefähr das Fünffache. Der Überblick über den britischen Bergbau erweist sich allerdings als sehr viel weniger homogen, als es diese Durchschnittszahlen suggerieren mögen: neben modern ausgestatteten und effizient produzierenden Gruben gab es veraltete und wenig produktive. Insgesamt betrugen die staatlichen Subventionen in den Bergbau 1984 600 Millionen Pfund Sterling.

## Der Streik
Unmittelbarer Auslöser für den Bergarbeiterstreik wurde die Ankündigung Ian McGregors, des Vorsitzenden des National Coal Board (NCB), vom 6. März 1984, eine beträchtliche Anzahl unwirtschaftlich arbeitender Zechen schließen zu wollen und langfristig die Privatisierung der übrigen anzustreben: zunächst sollten durch die Schließung von 20 Bergwerken 20.000 Jobs gestrichen und die Kohleförderung um 4 Millionen Tonnen jährlich reduziert werden. Schon die Berufung McGregors, der den Spitznamen Mac the Knife trug, im September 1983 war von den Bergleuten als besondere Provokation empfunden worden: dieser hatte zuvor British Steel unnachgiebig modernisiert. Dabei waren 80.000 Arbeitsplätze abgebaut worden.
In Cortonwood in Yorkshire, wo die Grube mit fast tausend Beschäftigten besonders unwirtschaftlich arbeitete und auf hohe Zuschüsse angewiesen war, traten die Bergleute schon am Folgetag in den Ausstand. Am 9. März votierte der Vorstand von NUM in Yorkshire zugunsten eines Streiks. Nach den Statuten der NUM waren zwei Varianten für einen landesweiten Streik vorgesehen: entweder hatten 55 Prozent der Mitgliedschaft in einer Urabstimmung ihre Zustimmung zu bekunden (Regel 41). Zum zweiten bestand die Möglichkeit, dass die regionalen Vorstände individuell Streiks beschlossen (Regel 43).
Ohne eine landesweite Urabstimmung durchgeführt zu haben (in einigen Regionalabstimmungen war der Streik mit deutlicher Mehrheit abgelehnt worden – in der Region Nottinghamshire zum Beispiel stimmten 68, in Leicestershire gar 87 und in Cumberland 92 Prozent dagegen) rief Arthur Scargill am 12. März 1984 den Streik aus. Er spekulierte offenkundig darauf, dass in einer Art Domino-Effekt die regionalen Vorstände auch dort, wo in den Urabstimmungen keine Mehrheiten für den Streik erzielt worden waren, einem Ausstand zustimmen würden. In den als militant geltenden Regionen waren Urabstimmungen nicht abgehalten worden.
Die nicht erfolgte Urabstimmung und die damit eng in Zusammenhang stehende Tatsache, dass sich die Zukunftsperspektiven für Kumpel sehr unterschiedlich gestalteten, zog eine Spaltung innerhalb der NUM nach sich. Mit einer Basis in Nottinghamshire, wo die Ausstattung und Produktivität der Bergwerke modern und damit auch die Aussichten für die Kumpel vergleichsweise hoffnungsvoll waren, gründete sich schließlich als Konkurrenz zur NUM die Union of Democratic Mineworkers (UDM). Mit Ted McKay, NUM-Präsident in Nordwales, übte sogar ein Befürworter des Streiks Kritik am Umstand, dass die Bergleute nicht geschlossen hinter Scargill standen und dieser selbstherrlich losgeschlagen hatte.
Auch in der TUC als gewerkschaftlicher Dachorganisation meldeten sich Bedenkenträger zu Wort: vielen der dort Organisierten, namentlich dem markt- und konsensorientierten Flügel der neuen Realisten (new realists) bereiteten Scargills Methoden und seine unversöhnliche Klassenkampfrhetorik Unbehagen. Die TUC unterstützte den Streik schließlich nicht offiziell, die Gewerkschaften der Beschäftigten in der Energiewirtschaft EETPU und der Stahlarbeiter stellten sich sogar gegen ihn.
Schon in den ersten Tagen des Streiks kam es zu heftigen Zusammenstößen mit der Polizei: bis Mitte Juli waren hierbei zwei Tote zu beklagen, über tausend Bergleute waren verletzt und viertausend vorübergehend festgenommen worden. Bei Orgreave in der Nähe von Sheffield waren am 18. Juni 1984 in einer Massenschlägerei 10.000 Kumpel und dreitausend Polizisten aneinandergeraten, es hatten sich bürgerkriegsartige Szenen abgespielt. Mehrere Gespräche zwischen Scargill und McGregor (etwa im Juli 1984) waren ergebnislos geblieben.
Die Wut der Streikenden wurde zusätzlich dadurch gesteigert, dass die Polizei Streikbrecher auch gegen den aktiven Widerstand der Streikposten unter Einsatz berittener Einheiten förmlich in die Betriebe „hineinprügelte“. Im Konflikt mit der NUM erhielten die 20.000 im Einsatz befindlichen Beamten neben ihren normalen Bezügen 500 Pfund Sterling „Gefahrenzulage“.
Auf dem 83. Parteitag von Labour in Blackpool Ende September 1984 sah sich Parteichef Neil Kinnock unter dem Druck des Plenums gezwungen, die Partei mit den Streikenden zu solidarisieren: über eine Resolution zugunsten der NUM hinaus kam dabei allerdings nichts Handfestes heraus. Die Unterstützung durch Labourfunktionäre blieb bescheiden, während viele einfache Mitglieder – oft auch Gewerkschafter – den Streikenden solidarisch zur Seite standen.
Im Oktober 1984 streikten 130.000 Bergarbeiter. Am 3. November vermeldete der Telegraph, dass 45 Gruben normal produzierten und 93 wegen Streiks vollständig still lägen (36 pendelten als „nicht nennenswert produzierend“ dazwischen).
Wegen Missachtung des Gerichts musste Scargill bei einem Prozess zweier Bergleute gegen den Streik im November 1984 1000 Pfund als Person, die NUM 200.000 Pfund Strafgeld als Organisation zahlen. Es stellte sich nach der Aberkennung der Treuhand Scargills über die NUM heraus, dass die Gelder der Gewerkschaft ins Ausland transferiert worden waren.
Margaret Thatcher monierte – auf dem Höhepunkt des Streiks – in ihrer Neujahrsansprache 1985 zum wiederholten Male, dass den Mitgliedern der NUM die landesweite Urabstimmung vorenthalten worden war. Damit artikulierte sie das Demokratiedefizit der NUM und ihres „marxistischen Präsidenten“ Scargill und wagte den Versuch, den Streik nicht nur als ökonomischen Konflikt, sondern gar als Teil eines Angriffs der Linken auf die Grundordnung als solche zu kompromittieren. „Der Herrschaft des Mobs“ dürfe nicht nachgegeben werden. Der Malus des Beharrens auf Regel 43 lastete während des gesamten Streiks auf dem Arbeitskampf, verschleierte den eigentlichen Konflikt und gab Thatcher Gelegenheit, sich als Hüterin der Demokratie gegen einen Umsturzversuch zu gebärden. Im Umfeld des Parteitags der Konservativen in Brighton im Oktober 1984 wurde Scargill sogar mit den Nationalsozialisten verglichen und behauptet, hinter ihm stünde der (linke) Faschismus. Auch in ihrer Biographie sprach Thatcher von der „faschistischen Linken“. Im Gegenzug beschimpfte Scargill Thatcher als „Plutonium-Blondine“ und kündigte unverhohlen seinen Wunsch nach ihrem außerparlamentarischen Sturz an.
Der Streik der Bergleute hatte inzwischen Versorgungsengpässe provoziert, die selbst durch die Reserven aus den Depots nicht immer nahtlos gedeckt werden konnten. Doch erwiesen sich die Anlage-Maßnahmen der Regierung Thatcher als insgesamt kluger Schachzug. Unter ihrem Ausstand litten die Bergleute selbst am meisten: statt auf staatliche Unterstützung (von 15 Pfund abgesehen) hoffen zu können, waren sie auf karitative Wohlfahrt angewiesen. Ihre Kinder wurden von der kostenfreien Schulspeisung ausgeschlossen, Hilfen für Schuluniformen nicht gewährt.
Gleichwohl produzierten die britischen Medien ein Bild des Streikes, das seiner Natur nicht völlig gerecht wurde und somit eine verzerrte Meinungsbildung in der Bevölkerung nach sich zog: statt das Für und Wider der Konfliktparteien in den Vordergrund zu stellen, wurden den Nachrichtenzuschauern bevorzugt gewaltsame Ausschreitungen und Prügeleien präsentiert und ausgeschlachtet. Bei den Zeitungen taten sich auf diesem Feld die Boulevardblätter The Sun und The Daily Mail hervor, sogar der als linksliberal geltende Daily Mirror polemisierte gegen den Streik. Arthur Scargill wurde als „Adolf Scargill“ (Fleet Street) und „Yorkshire-Ripper“ (Sunday Express) persönlich angegriffen.
Dem zum Trotz erfuhren die Streikenden Sympathie und Solidarität nicht-gewerkschaftlicher Natur in bis dahin unbekannten Ausmaßen: kommunale Behörden, ethnische Minderheiten, Feministinnen, Schwule und Lesben unterstützten die Streikenden durch Sammlungen und Spendenaktionen, weil sie sich von der in ihren Augen reaktionären Politik Thatchers gleichfalls benachteiligt und bedroht fühlten. In der Ukrainischen Sowjetrepublik organisierten die Bergleute eine Spenden- und Hilfsaktion. Auf einem Spendenkonto, das zu Weihnachten 1984 nach einem Aufruf Neil Kinnocks und Ben Kingsleys eingerichtet worden war, ging ein Gesamtbetrag von über einer Million Pfund Sterling ein. Die Gewerkschaft der russischen Bergleute überwies 1,14 Millionen Dollar an den Härtefonds der NUM. Die Bergleute in Tuzla (Jugoslawien) spendeten monatlich den Lohn eines Arbeitstages an ihre britischen Kollegen. Die NUM suchte und fand finanzielle Unterstützung aus dem Ausland. Auch die Funktionäre des Freien Deutschen Gewerkschaftsbundes bekundeten gegenüber Scargill ihre Unterstützung. Der FDGB und andere Gewerkschaften aus Osteuropa spendeten geschätzt rund 1,4 Mio £ vom FDGB an die NUM, wobei sie die Unterstützung geheim hielten und über andere Quellen an die NUM überwiesen. Die Regierung der devisenhungrigen DDR belieferte hingegen, während sich mit osteuropäischen Solidaritätsaktionen für den der Streik in den Medien geschmückt wurde, zeitgleich Großbritannien mit erheblichen Mengen an Braunkohle, welche die bergarbeiterstreikbedingten Förderausfälle zu kompensieren half. Trotz des Durchhaltewillens der Bergleute und trotz der ökonomischen Schwierigkeiten, die sie zu ertragen im Stande waren, beendeten ab dem Jahreswechsel 1984/1985 mehr und mehr der schließlich frustrierten und desillusionierten Bergarbeiter ihren Ausstand. Sie waren vor die Wahl gestellt, mit ihren Familien entweder hungern und frieren zu müssen, ihre Kinder der Stigmatisierung auszusetzen – oder, wenn sie zur Arbeit zurückkehrten, von ihren noch streikenden Kollegen als scabs und yellow beschimpft zu werden. Mitte Dezember 1984 war die Produktion auf ein Viertel des Ausstoßes vor Beginn des Streikes gesunken: doch gab es während des gesamten Streiks keinen Stromausfall und keine signifikanten Engpässe in der Versorgung mit vorsorglich gehorteter Kohle. Thatcher frohlockte, als am 27. Februar die Hälfte der NUM-Mitglieder wieder zur Arbeit erschien. Das NCB publizierte regelmäßig die Zahlen der NUM-Anhänger, die ihren Ausstand für beendet erklärten.
Am 3. März 1985 stimmte eine Delegiertenkonferenz der NUM schließlich für das Ende des Arbeitskampfes. Nur die Region Kent stimmte für eine Fortsetzung, Nottinghamshire, Leicestershire und South Derbyshire hatten keine Delegierten entsandt. Der Streik brach – was die Forderungen der Bergleute anbelangt – ergebnislos in sich zusammen.
Er hatte insgesamt zehn Tote (sechs Streikposten, einen Taxifahrer und drei Jungen, die Kohle sammelten) und über dreitausend Verletzte gefordert. 11.291 Streikende waren zumindest vorübergehend verhaftet worden. Der Streik sollte insgesamt 3 Milliarden Pfund Sterling kosten.

## Die Rolle Arthur Scargills
Scargill, der Vorsitzende der NUM, muss als umstrittener Charakter gelten: seine Gegner und auch Fachautoren verunglimpften ihn als „fiery demagogue“ (feurigen Demagogen) und Exzentriker, rieben sich dabei immer wieder an der politischen Orientierung des bekennenden Marxisten.
Das Spiegel-Porträt König Arthur charakterisiert ihn als wirkungsvollen, rhetorisch begnadeten Populisten, der im Streik der Bergleute auch politisch polemisierte: McGregor beschimpfte er als „überbezahlten US-Söldner“, die Windsors wünschte er „aus(zu)rangieren“ und „nützlichen Arbeiten zuführen“ zu wollen. Für viele NUM-Mitglieder bedeutete Scargill dennoch so etwas wie die letzte Hoffnung und genoss nicht zuletzt seit dem großen Sieg von 1974 Ansehen und Vertrauen. Der Streik von 1984/1985 war ein Arbeitskampf um Arbeitsplätze, nicht um Lohnerhöhungen oder kürzere Arbeitszeiten. Scargill verkannte allerdings, dass die Bedeutung der Kohle gesunken war und die arbeitsrechtlichen Regelungen der Regierung Thatcher eine Gewerkschaftsbewegung trafen, die durch den Mitgliederrückgang ohnehin schon geschwächt war.
Im Herbst 1984 drohte der Streik auf die bisher nicht bestreikten Bergbaugebiete von Nottinghamshire überzugreifen, was das endgültige Ende für die Kohlenzulieferung und somit einen wirtschaftlichen Stillstand bedeutet hätte. Thatchers Regierung zeigte sich erstmals bereit, einen Kompromiss zu schließen, doch Scargill lehnte rundwegs ab. Scargills Stellvertreter Mick McGahey erklärte im kleinen Kreis: „Arthur hat gewonnen, und er weiß es nicht einmal. Er wird diese Gewerkschaft zerstören“. Tatsächlich erfolgten keine Streiks in Nottinghamshire und der rasante Abstieg der NUM begann in den Folgejahren.
Mit den so genannten „neuen Realisten“ innerhalb der TUC stieß Scargill wiederholt aneinander. Das Verhältnis wurde auch dadurch belastet, dass Scargill wiederholt pathetisch auf den Generalstreik 1926 Bezug nahm, bei dem die TUC die Bergarbeiter im Stich gelassen hatte. Durch den Nimbus des Sieges 1974 konnte er auf eine Hausmacht innerhalb der NUM zählen, über die hinaus die Solidarität allerdings in engen Grenzen blieb. Die Zentrale der Bergarbeitergewerkschaft war schon 1983, zwei Jahre nach der Wahl Scargills, demonstrativ von London nach Sheffield verlegt worden. In Yorkshire konnte der NUM-Präsident auf den bedingungslosen Rückhalt der Bergleute und insbesondere die Schlagkraft seiner flying pickets bauen. Die demütigende Niederlage der NUM im Streik 1984/1985 und ihr folgender Abstieg haben nach hoffnungsvollem Beginn auch das Ansehen ihres Präsidenten stark in Mitleidenschaft gezogen. Scargill kehrte Labour 1996 den Rücken, gründete die Socialist Labour Party und ist seitdem ihr Vorsitzender. Politische Erfolge waren ihm und seiner neuen Partei nicht beschieden.

## Die Folgen des Streiks

### Politische Auswirkungen
Mit ihrem unnachgiebigen und kompromisslosen Ausharren im Streit mit der NUM unterstrich Thatcher nach dem außenpolitischen Erfolg im Falkland-Krieg auch nach innen Stärke und Entschlusskraft. Der Sieg über die Bergarbeiter markiert ganz entschieden den eindrücklichen Beweis von Durchsetzungsfähigkeit dem radikalen Flügel der Gewerkschaftsbewegung gegenüber, in einem Maße, das nach den Ereignissen von 1974 und 1978/1979 noch ausgeschlossen zu sein schien. Thatcher selbst betonte, dass die Überwindung des Bergarbeiter-Vetos auch ein Signal an die gemäßigten Gewerkschaftsmitglieder darstelle: sich von „den Militanten“ nicht erpressen zu lassen. Sie sprach von „einer Lektion, die niemand vergessen sollte“.
Labour unter Neil Kinnock hatte während des gesamten Streikes wenig Initiative bewiesen: dies stellte nicht nur die Rolle als politische Alternative zu den Konservativen in Frage, sondern beschädigte massiv auch das Verhältnis zur Gewerkschaftsbewegung. Schon bei den Wahlen im Juni 1983 hatten nur noch 39 Prozent der Gewerkschaftsmitglieder Labour gewählt. Das Scheitern des Streiks stellte eine weitere Etappe auf dem Weg zum tief greifenden Bruch zwischen Labour und Gewerkschaften dar. Dieser hatte im Winter of Discontent 1978/1979 seinen ersten Höhepunkt erlebt, als die unnachgiebige Haltung der Gewerkschaften zum Sturz (durch ein Misstrauensvotum) und schließlich zur Abwahl des Labour-Premiers James Callaghan beigetragen hatte. Der Trend sollte sich bis zum Wandel Labours zur New Labour fortsetzen.
Als unmittelbare Folge des gescheiterten Streiks manifestierte sich auch der Zerfall der NUM: von 1985 bis 1990 verlor sie 80 Prozent ihrer einst 182.000 (Stand: Juli 1984) Mitglieder, was sich unter anderem darin begründete, dass 94 von 176 (Stand: 1984) Gruben landesweit stillgelegt wurden.
In den 1990er Jahren konnte auch die UDM, die bewusst einen Anpassungskurs an die Tories gefahren war, massive Zechenschließungen nur kurzfristig und mit Unterstützung der öffentlichen Meinung aufschieben, nicht aber verhindern, als sich die Aufregung gelegt hatte. Zu einem emotionalen Arbeitskampf wie 1984/1985 konnten sich die britischen Bergleute nie wieder aufraffen.

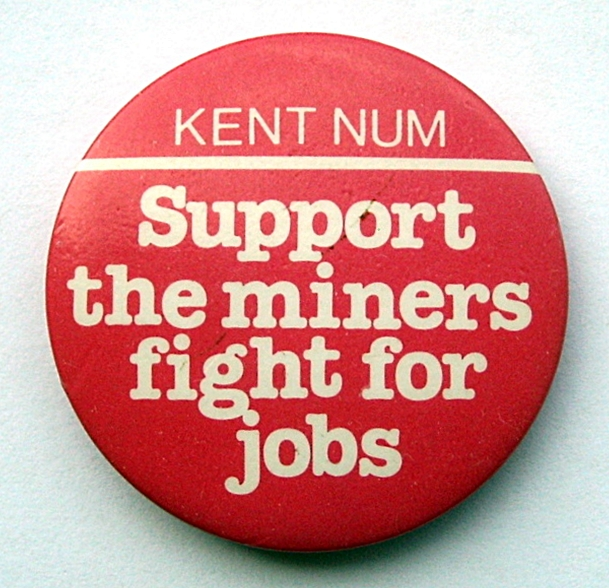
Ein Anstecker, produziert von der NUM in Kent zur Unterstützung des Bergarbeiterstreiks 1984

### Soziale Implikationen der Niederlage der NUM
Der Streik hatte dazu geführt, dass viele der im Ausstand befindlichen Bergleute ihre Ersparnisse vollständig aufgebraucht hatten. Mit dem Social Security Act No. 2 von 1980 waren die Zuschüsse an die Familien auf 15 Pfund pro Woche gesenkt worden. Die NUM sah sich prinzipiell außerstande, Streikgelder zu zahlen. Viele der Streikenden sahen keinen anderen Ausweg, als Hypotheken oder Kredite aufzunehmen und litten im Miners’ Strike bittere Not. Im Durchschnitt sollte sich jeder von ihnen – zusätzlich fielen 9.000 Pfund Lohnausfall an – während des Streiks mit 10.000 Pfund verschulden.
Mit dem massiven Wegbrechen von Arbeitsplätzen ging die Erosion des traditionellen Bergarbeitermilieus einher: die Spaltung, die schon während des Streiks zwischen Menschen verlief, die zuvor Nachbarn gewesen waren, wurde dadurch vertieft, dass sich in den Arbeitersiedlungen bei ohnehin schon eklatant hoher Arbeitslosigkeit nun auch die Bergleute unter die Arbeitssuchenden mischten. Besonders in Nordengland und Südwales brach sich dies Bahn, die Arbeitslosenquoten stiegen zum Teil auf 50 Prozent. Durch den Wegzug vieler Menschen verödeten die Bergarbeitersiedlungen nach und nach, die Selbstmordrate nahm signifikant zu. Ein Kolumnist von The Spectator schrieb, die geschlagenen Kumpel seien nichts weiter als in „häßlichen Zechendörfern“ hausender „menschlicher Bodensatz“.
Zugleich aktivierte der Streik die Frauen der Bergleute: Tausende von ihnen demonstrierten mit ihren Männern, organisierten Suppenküchen, Spendenaktionen und Sammlungen. Diese Form emanzipierter Zuneigung stieß bei den wertkonservativen Bergleuten auf eine Mischung aus Verwunderung und Überraschung.

## Forschungskontroverse und politische Instrumentalisierung
Das Scheitern des Bergarbeiterstreiks 1984/1985 stellte unter Beweis, dass eine britische Regierung – begünstigt durch die Arbeitsmarktreformen und die Duldsamkeit Thatchers – von der Zustimmung und dem Goodwill der Gewerkschaften bei Reformvorhaben nicht mehr abhängig war.
Das erklärte Ziel Thatchers war es, die Staatsausgaben und damit auch die Inflation als fast schon traditionelles britisches Problem zu begrenzen. In der seit 1946 staatlichen Förderung von Kohle schien ihr die Schließung wenig profitabler Zechen bei insgesamt festzustellender Überproduktion daher nach eigener Auskunft dringend geboten.
Für die Behauptung, dass Thatcher gezielt auf diese Karte gesetzt und den Konflikt mit den Gewerkschaften offensiv gesucht habe, spricht neben den Arbeitsrechtsbestimmungen der Employment Acts auch, dass unter ihrer Regierung keine Konsultationen im nationalen Wirtschaftsrat NEDC mehr stattfanden. Der verschärfte Ton im Umgang mit Scargill (und die entsprechenden Repliken) treten hinzu.
Ergänzend wird gemutmaßt, die Konservativen hätten eingedenk ihres Debakels 1974 explizit Rache an der NUM nehmen wollen. Neuerdings gehen manche Historiker gar so weit, zu behaupten, der Konflikt der Thatcher-Regierung mit den Bergarbeitern sei der entscheidende Schritt zur Brechung der Gewerkschaftsmacht in Großbritannien gewesen, um damit die Bedingungen für die Durchsetzung eines neoliberalen Wirtschaftssystems zu schaffen.
Mit dem Trade Union Act von 1984 hatte die konservative Regierung zudem zweifellos im Selbstinteresse politisch gehandelt: die Festlegung, dass alle zehn Jahre über die politischen Unterstützungsfonds der Gewerkschaften abzustimmen sei, zielte auf die finanzielle Basis von Labour, die – aus der Gewerkschaftsbewegung hervorgegangen – auf Unterstützung in ganz besonderer Weise angewiesen war. Anders als die Konservativen konnte Labour nicht auf beträchtliche Spenden aus der Wirtschaft zählen.
Margaret Thatcher hat in ihrer Autobiographie angedeutet, Scargill und die NUM hätten Zuwendungen auch aus Libyen erhalten. Verlässliche Belege hierzu liegen bisher nicht vor. Allerdings wurde 2009 bekannt, dass die Bergarbeitergewerkschaft NUM während des Streiks umfangreiche finanzielle und materielle Unterstützung aus der DDR erhielt.
Die britische Regierung und das National Coal Board hatten potentiellen Streikbrechern im Dezember 1984 1400 Pfund Sterling (1984 entsprach 1 GBP etwa 4 DM) zusätzliches Weihnachtsgeld im Falle der Wiederaufnahme der Arbeit angeboten und im Januar Steuerfreiheit bis Ende April in Aussicht gestellt.

## Rezeption und Darstellung in Unterhaltungsmedien
Das Problem sozialer Verwerfungen und eskalierender Gewalt im Umfeld und Nachklang des Streiks wird im Film Billy Elliot – I Will Dance und teilweise in Brassed Off – Mit Pauken und Trompeten thematisiert. Der Film Pride zeigt die Solidarität aus der Schwulen- und Lesbenszene mit den streikenden Bergarbeitern. David Peace beschreibt in dem auf akribischen Recherchen beruhenden Roman „GB84“ die zunehmende Härte und Unerbittlichkeit der Auseinandersetzung zwischen der Regierung und der Bergarbeitergewerkschaft und deren Auswirkungen auf das Leben der Arbeiter. Jeremy Deller versteht das im Juni 2001 durchgeführte und von Mike Figgis dabei für das Fernsehen verfilmte Reenactment The Battle of Orgreave ausdrücklich als Kunstprojekt.
Als die Bergleute nach Ende des Streiks beschämt und demoralisiert in die Gruben zurückkehrten, schmückten ihre Freundinnen und Frauen sie vielerorts mit Nelken, der Blume der Helden.